# Stabkirche Urnes
Die Stabkirche Urnes liegt im kleinen Ort Ornes am Ostufer des Lusterfjords, einem Seitenarm des Sognefjords in Norwegen. Ihr Ursprung geht auf das 11. Jahrhundert zurück und sie kann somit als die älteste Stabkirche der Welt bezeichnet werden. Das heute noch erhaltene Gebäude stammt aus dem 12. und 13. Jahrhundert.
Es ist vor allem ihr reich geschnitztes Nordportal, welchem sie die 1979 erfolgte Aufnahme in die Liste des UNESCO-Weltkulturerbes verdankt. Sie vereinigt traditionelle Kunst der Wikinger, in welcher sich deren ältere Vorstellungen wie der Weltenbaum Yggdrasil spiegelten, und Bauformen der Romanik. Die Schnitzereien an der Stabkirche sind namengebend für den Urnes-Stil, die jüngste Stilrichtung des nordischen Frühmittelalters (Oseberg, Borre, Bredal, Jelling, Mammen), die sich alle aus dem Germanischen Tierstil entwickelten.
Die Kirche gehört heute dem Altertumsverein Fortidsminneforeningen.

## Geschichte
Bereits um 1050 wurde hier ein erster Vorgängerbau errichtet. Dieses Gebäude war ca. 6,50 mal 5,00 Meter groß. Teile dieses Gebäudes wurden in die heutige Kirche integriert. Unter anderem sind das Fundament des Chors und des östlichen Kirchenschiffs, ein Portal, Außenverkleidungen und der nordöstliche Eckpfahl des Chors von diesem erhalten. Auch der West- und Ostgiebel wurden wiederverwendet. Dendrologische Untersuchungen haben ergeben, dass das Holz des Grundgerüstes der Stabkirche bereits zwischen 1129 und 1131 gefällt wurde.
Um 1600 wurde der rechteckige Chor angebaut. Der Glockenturm wurde 1704 errichtet. 1906 bis 1910 wurde die Stabkirche restauriert. Von 1956 bis 1957 wurden Ausgrabungen unterhalb des Gebäudes durchgeführt. Außerdem restaurierte man von 2009 bis 2010 die Fundamente der Kirche.

## Beschreibung

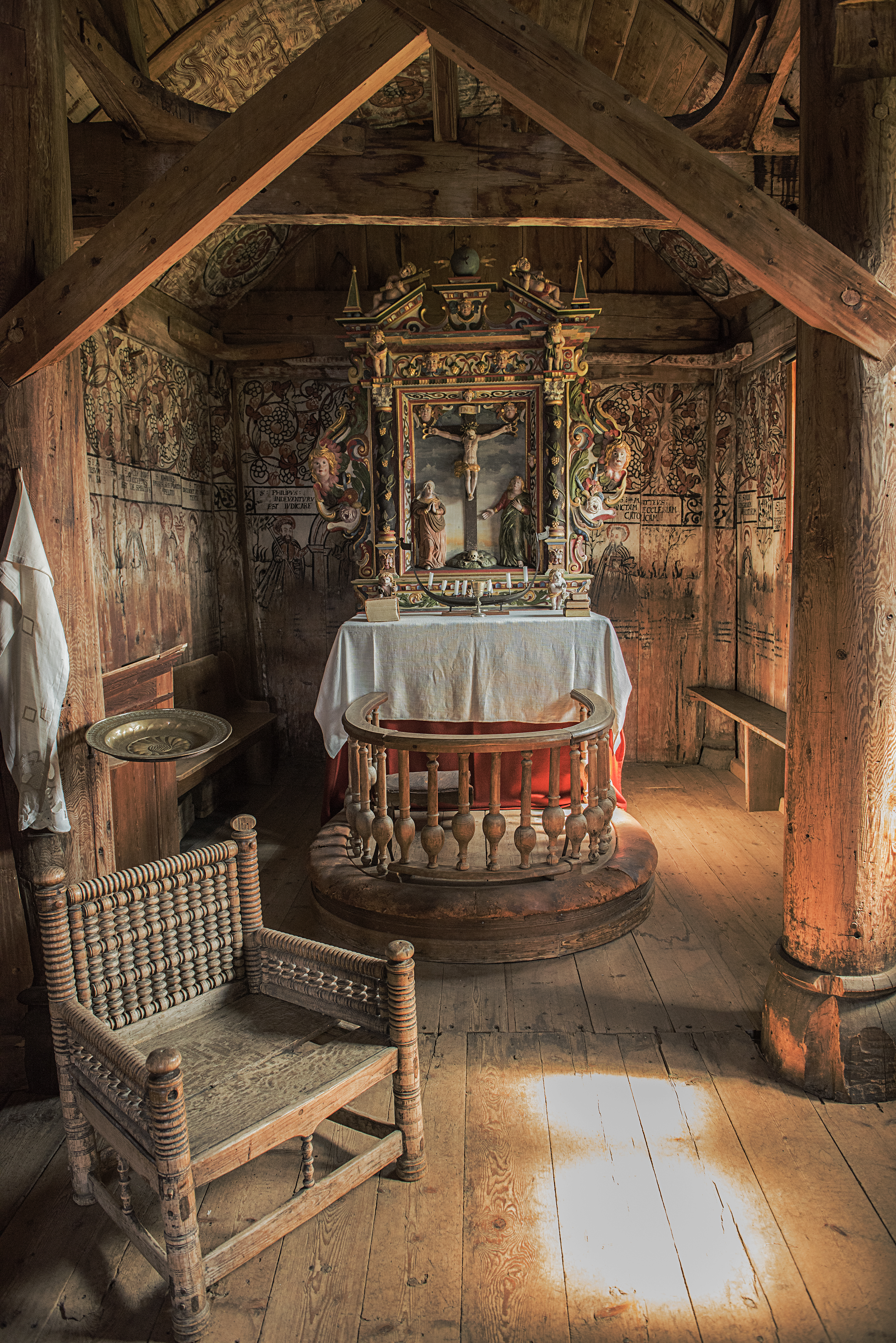
Altar im Innenraum der Kirche

Die Stabkirche von Urnes ist eine der ältesten Stabkirchen Norwegens. Die Kirche bildet den Ursprung des sogenannten Urnes-Stils. Die Wände der Kirche sind mit mehreren geschnitzten Verzierungen verkleidet. Auf der Nordwand, dem westlichen Giebeldreieck des Kirchenschiffs und dem östlichen Giegel des Chores sind kämpfende Tiere dargestellt. Im Innenraum befinden sich mehrere geschnitzte figurative Kapitelle aus dem 12. Jahrhundert. Als Vorbild für die Stabkirche dienten steinerne romanische Basilikas.

### Ausstattung
Auf dem Kirchenaltar befindet sich eine Kreuzigungsgruppe, die im 13. Jahrhundert geschnitzt wurde, außerdem ein Kerzenleuchter in Form eines Wikingerschiffes. Der Leuchter stammt aus dem Mittelalter und wurde aus Eisen gefertigt.

## Film
- Das Holz vom Baume Yggdrasil. Die Stabkirche von Urnes. Film in der Reihe „Schätze der Welt / Erbe der Menschheit“ von Andreas Christoph Schmidt. 2005, 15 Minuten.

## Bilder

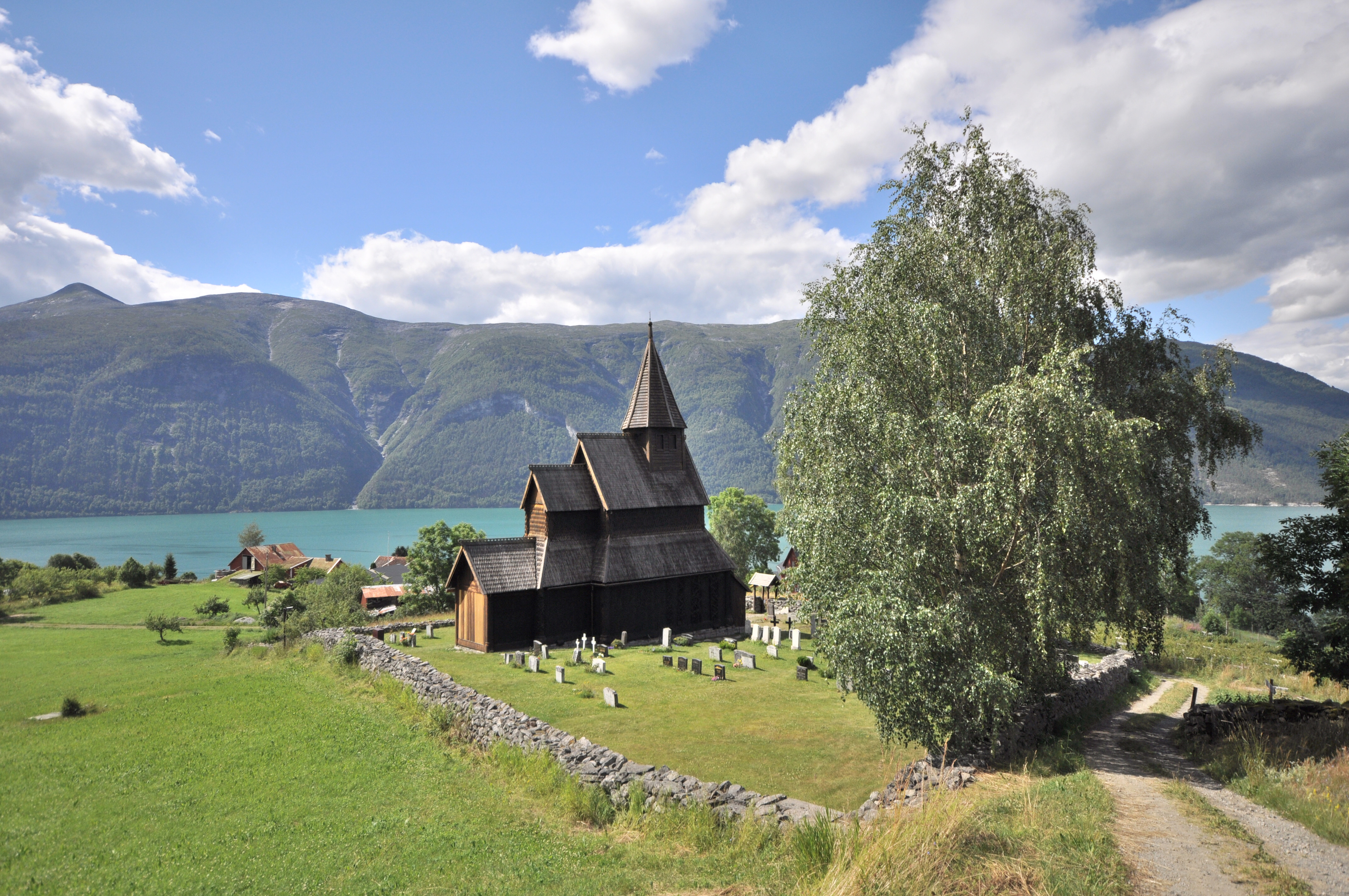
Stabkirche mit Blick auf den Lusterfjord
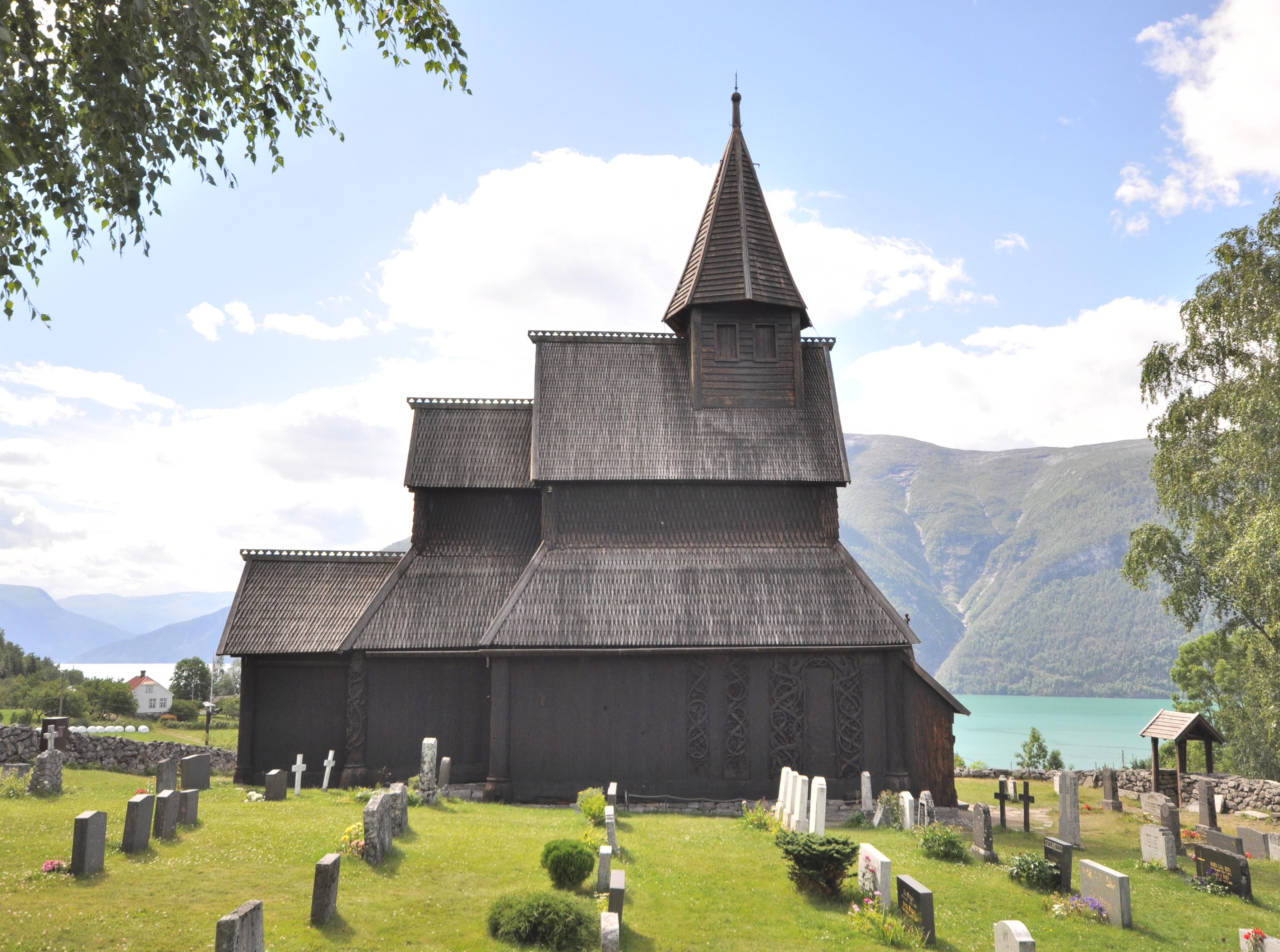
Stabkirche Urnes von der Nordseite, 2010
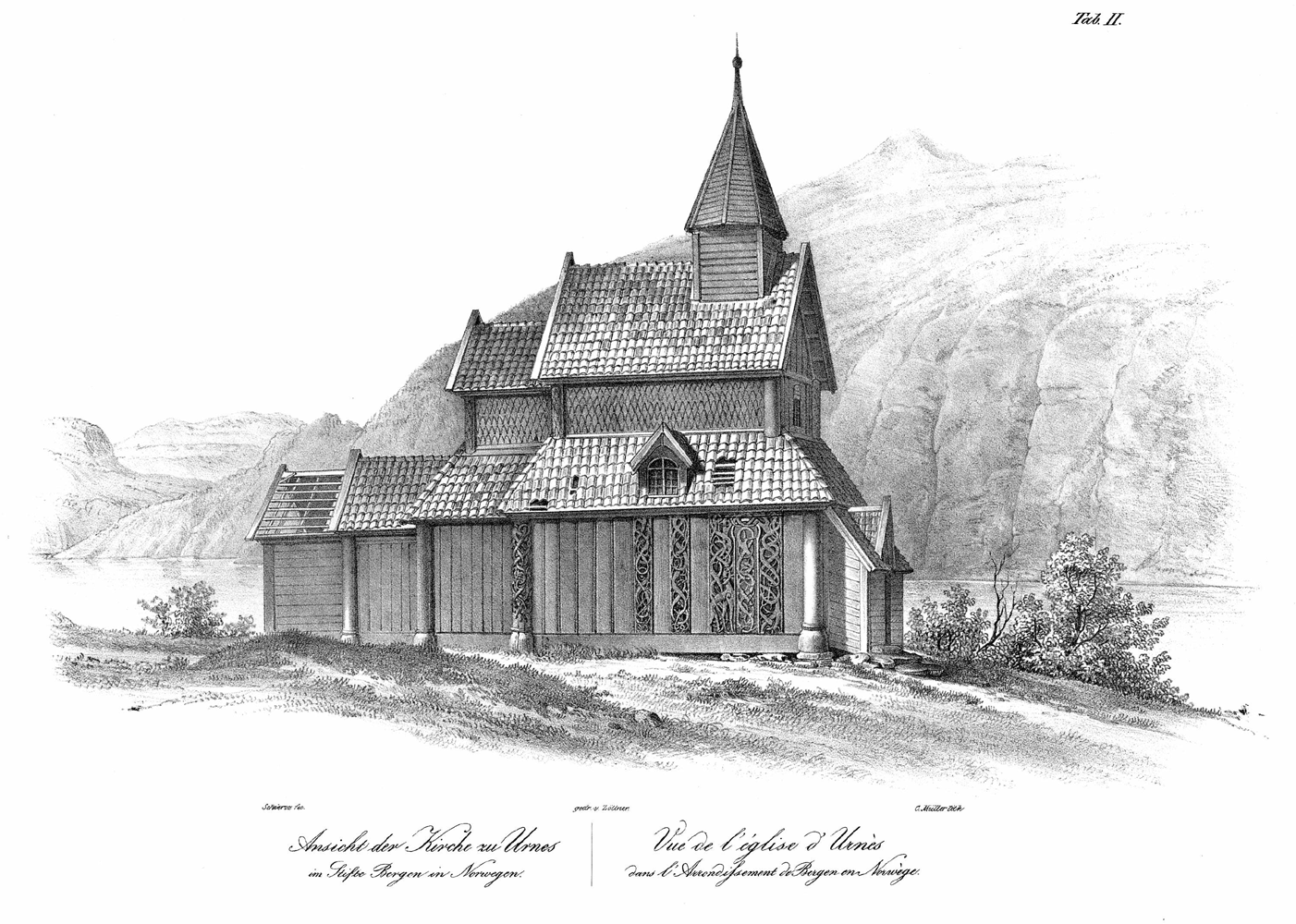
Stabkirche Urnes gezeichnet von J. C. C. Dahl, 1837
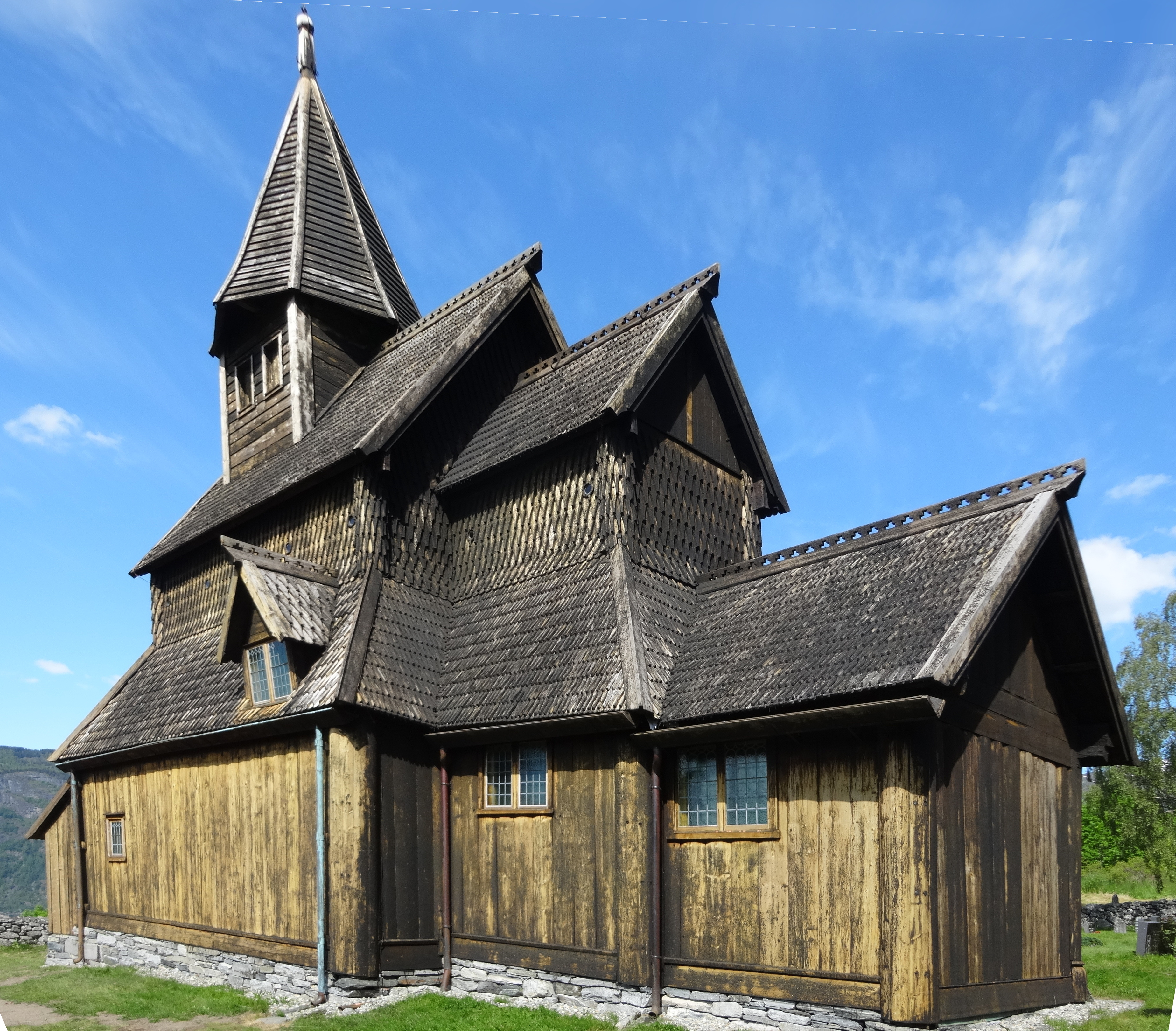
Stabkirche Urnes von der Südseite, 2015
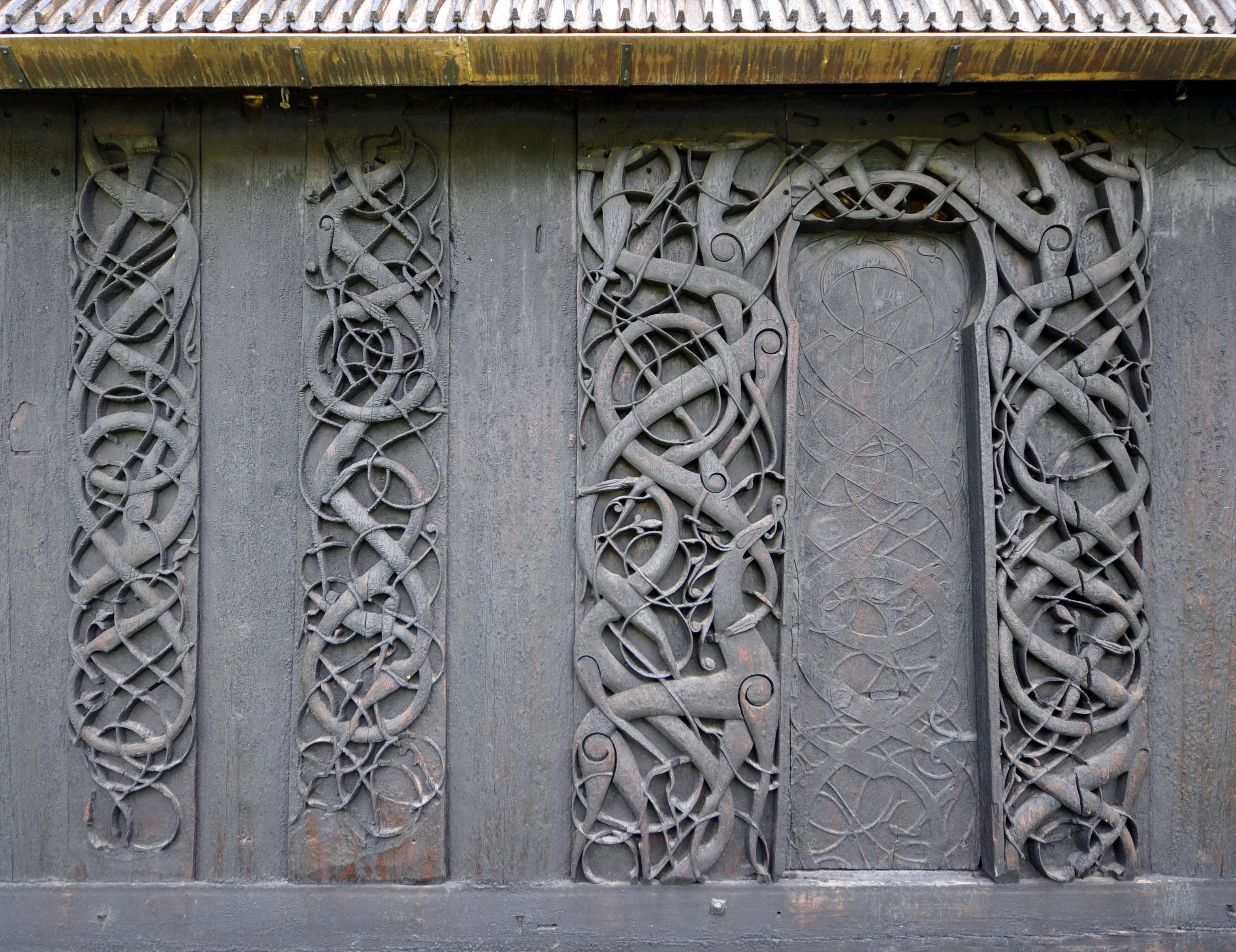
Nordportal (Urnesstil)
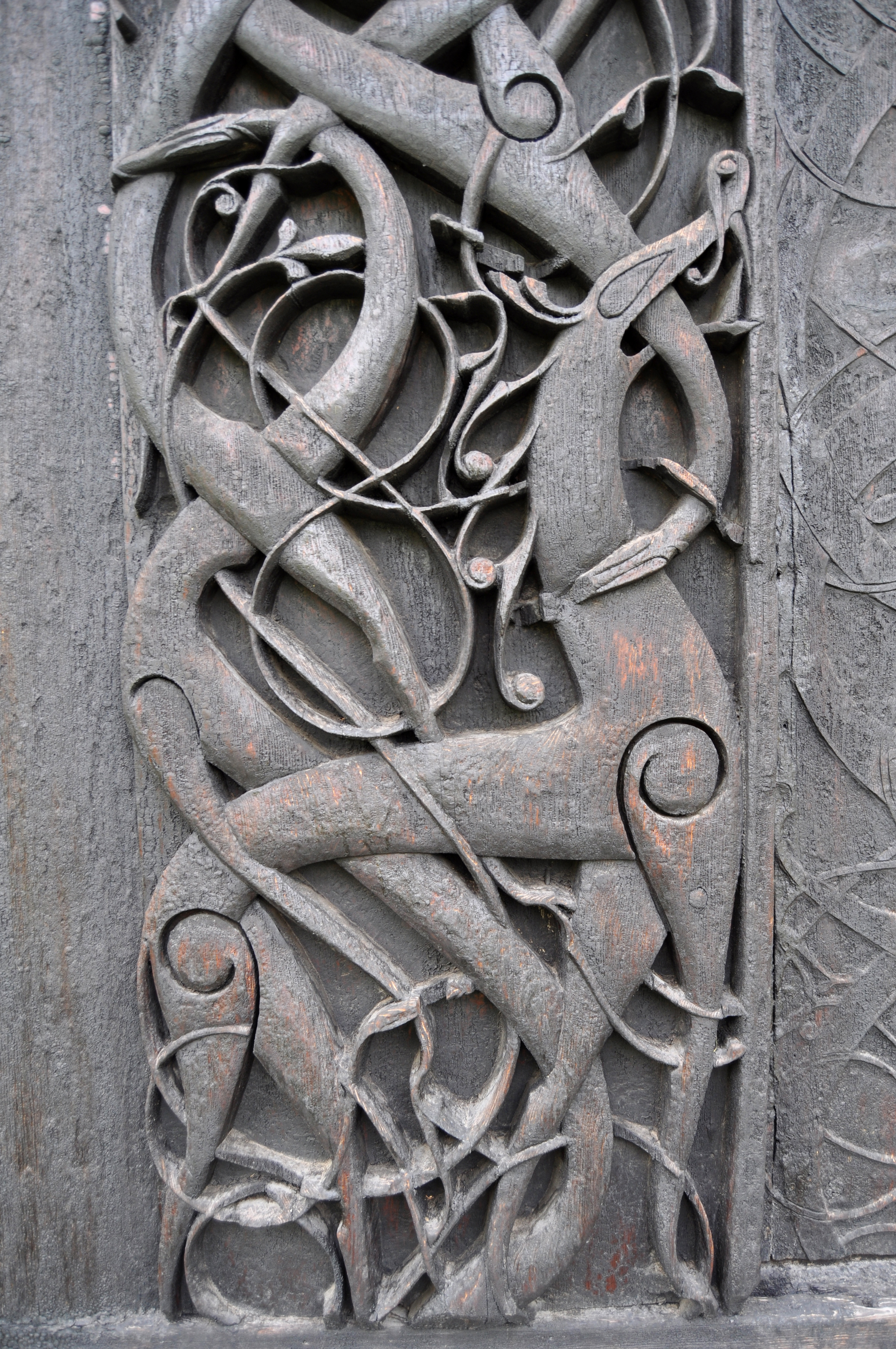
Detail des Nordportals
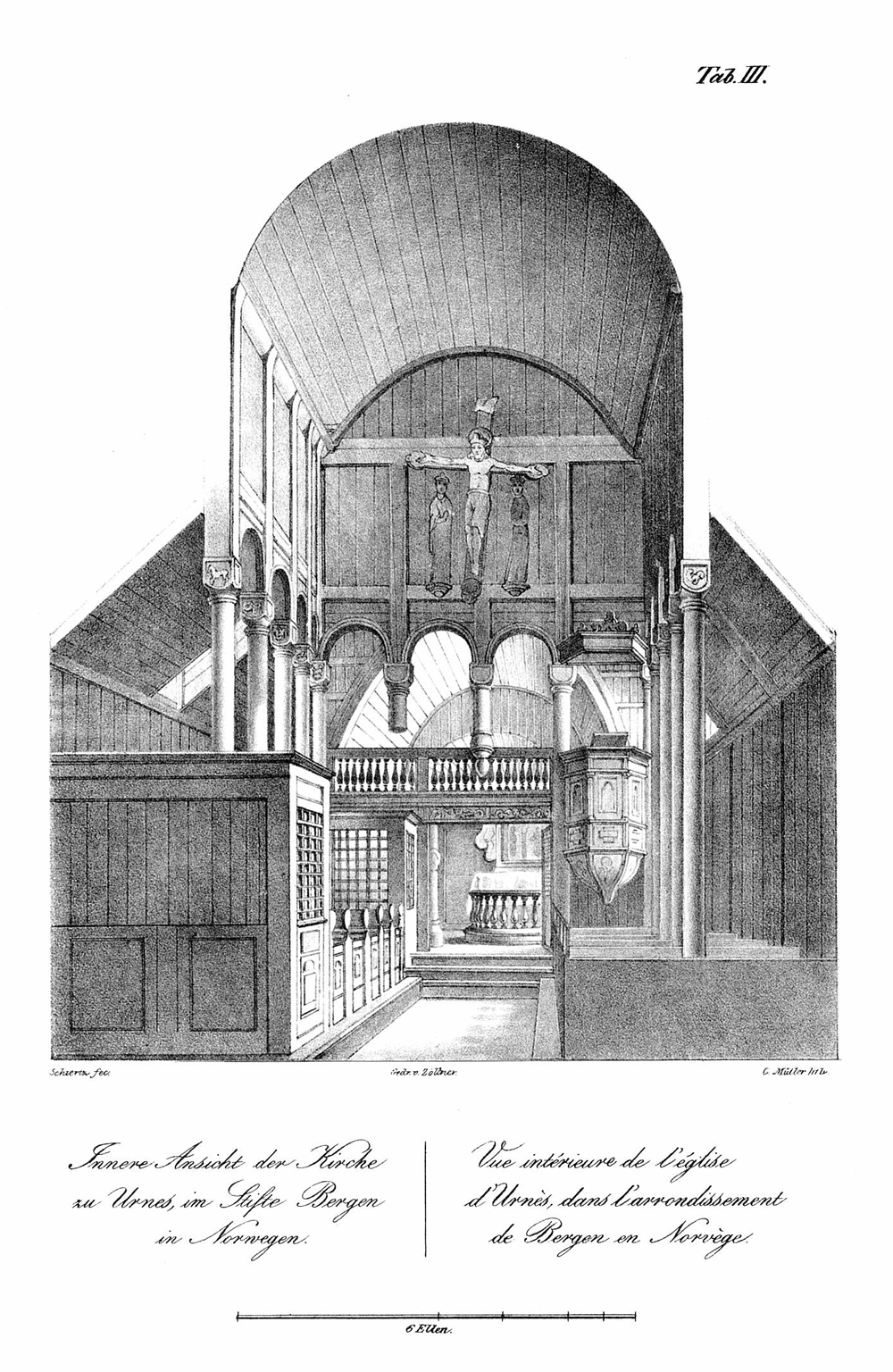
Innenraum
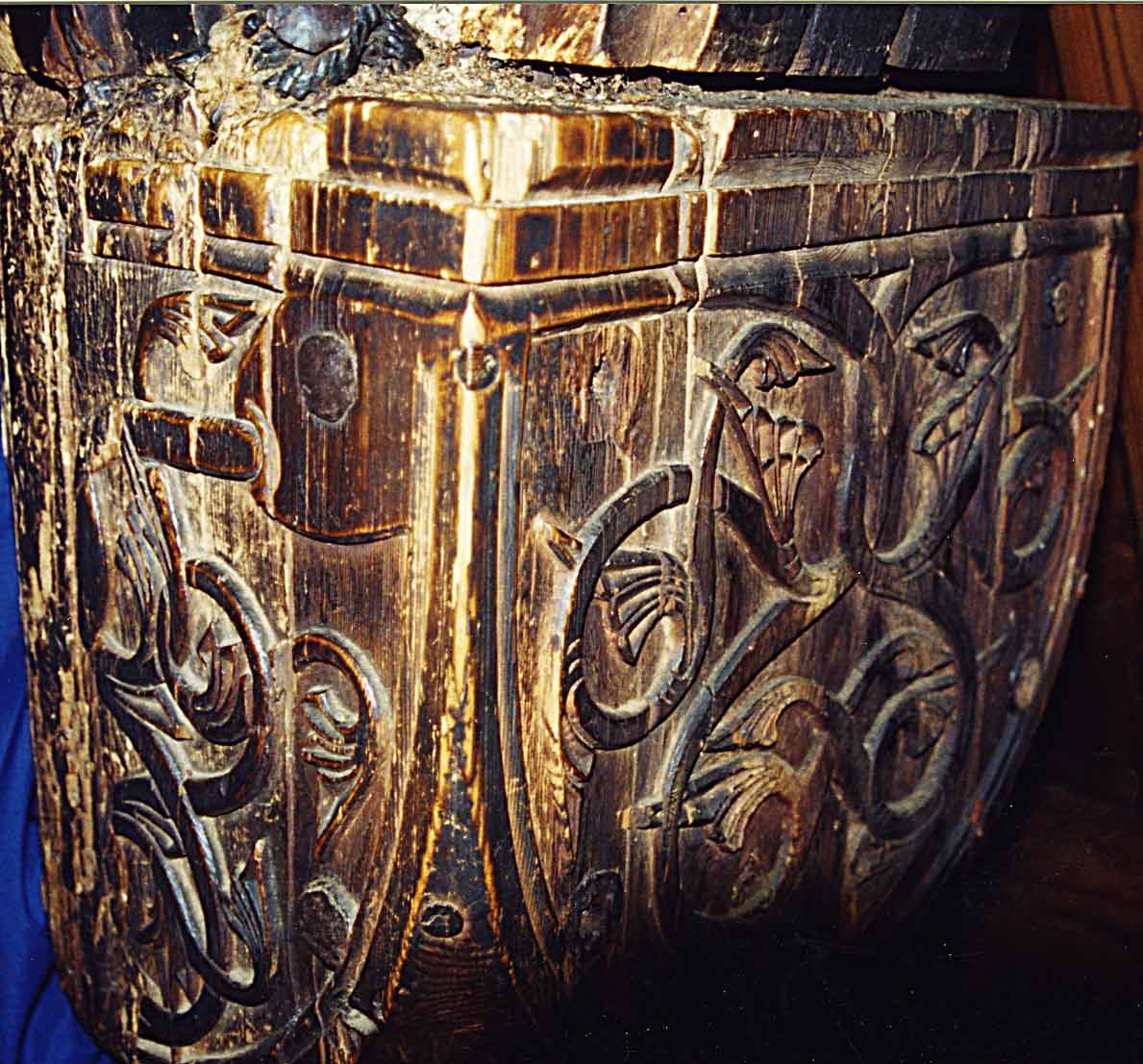
Würfelkapitell der Säulen im Innenraum